# Josef Weißthanner
Josef Weißthanner (* 10. Februar 1901 in München; † 2. Dezember 1971 ebenda) war ein deutscher römisch-katholischer Geistlicher.

## Werdegang
Weißthanner kam als Sohn des Krankenpflegers Joseph Weißthanner und dessen Ehefrau Barbara, geb. Späth, zur Welt. Sein Vater war Pfleger in der Irrenanstalt Eglfing-Haar. Er besuchte die Volksschule im zur Arbeitsstelle des Vaters nahe gelegenen Ottendichl. Später kam er in die Knabenerziehungsanstalt nach Algasing, 1914 als Seminarist in die Lateinschule in Scheyern und von 1918 bis 1922 besuchte er ebenfalls als Seminarist das Gymnasium in Freising.
Nach dem Abitur ging er nach Rom, um an der Päpstlichen Universität Gregoriana Philosophie und Theologie zu studieren. 1925 promovierte er in Philosophie, 1929 in Theologie. Am 28. Oktober 1928 empfing er in Rom die Priesterweihe.
Gleich nach seiner Rückkehr nach München bestellte ihn Erzbischof Michael Kardinal Faulhaber zu seinem Sekretär. In den zehn Jahren in dieser Funktion rückte Weißthanner, aufgrund der exponierten Rolle Faulhabers, insbesondere während der Zeit des Nationalsozialismus in das Blickfeld der Machthaber.
Er erreichte 1933 in der Pfarrkonkursprüfung unter 68 Kandidaten den neunten Platz. Zum 1. Juni 1939 wurde er Domprediger und Domkooperator in der Münchner Frauenkirche. Nach der schweren Beschädigung der Kirche ging er im Januar 1945 als Pfarrvikar nach Oberornau. Von November 1945 bis Ende Mai 1946 war er Stiftsprediger bei St. Kajetan in München.
Mit Wirkung vom 1. Juni 1946 wurde er durch Kardinal Faulhaber zum Domkapitular ernannt und am 25. Juni 1946 aufgeschworen. Gleichzeitig übernahm er in Nachfolge des verstorbenen Thomas Stadler den Vorsitz des Diözesancaritasverbandes im Erzbistum München und Freising und des Caritasreferats im Ordinariat.
Er starb am 2. Dezember 1971 im Alter von 70 Jahren im Drittordenskrankenhaus in München-Nymphenburg.

## Schriften
- Michael Kardinal Faulhaber. 25 Bischofsjahre. Priesterverein der Erzdiözese München-Freising, München 1936.
- Michael Kardinal Faulhaber. 80 Jahre. Verlag Katholische Kirche Bayerns, München 1949.
- Michael Kardinal Faulhaber. Erzbischof von München und Freising 1869–1952. Verlag für religiöses Schrifttum Dr. Krueckemeyer, Saarbrücken 1957.